# Dépression de Kona
Une dépression de Kona est un cyclone extratropical ou dépression météorologique importante qui affecte le centre de l'océan Pacifique dans la région autour de l'archipel d'Hawaï. Ces systèmes à cœur froid, typiques des latitudes moyennes, les distinguent des cyclones subtropicaux typiques de cette région. Hawaï subit en moyenne de deux à trois de ces tempêtes qui peuvent durer une semaine ou plus. 
Kona est un mot polynésien pour « sous le vent ». Les vents sont en général de direction entre l'est et le sud lors de ce type de système météorologique ce qui est l'inverse de la circulation atmosphérique habituelle des alizés. Comme Hawaï est une série d'îles montagneuses volcaniques, ces vents de Kona viennent donc d'une direction habituellement sous le vent de ces montagnes, c'est-à-dire en situation d'effet de foehn. Lors de dépressions de Kona, ces pentes habituellement sèches reçoivent des pluies importantes qui peuvent causer des glissements de terrain, en plus de subir d'autres phénomènes violents.

## Caractéristiques
Originellement, les dépressions de Kona étaient considérées comme des cyclones subtropicaux mais durant les années 1970 la définition de ces derniers a changé. La définition actuelle de cyclone subtropical est un système dépressionnaire qui allie les caractéristiques des cyclones tropicaux, alimentés par le relâchement de chaleur latente des orages, et celles des dépressions des latitudes plus nordiques, alimentés par les zones frontales. Leur cœur est donc plus chaud que l'air extérieur au même niveau alors que les dépressions de Kona ont un centre froid, comme les dépressions passant sur les latitudes moyennes. Cependant, comme les cyclones subtropicaux, ces tempêtes se détachent avec le temps de la zone frontale qui les a généré.

## Fréquence et effets
Hawaï subit en moyenne de deux à trois de ces dépressions annuellement, entre octobre et avril,. Elles peuvent durer une semaine ou plus, car elles se déplacent lentement dans un flux d'altitude très faible. La pluie continue et abondante peut causer des glissements de terrain, les orages contiennent souvent de la grêle et des trombes marines, les vagues causées par les vents posent un danger à la navigation.

### Vents de Kona
Lorsqu'une dépression de Kona de pression centrale de moins de 1 000 hPa passe à moins de 820 km d'Hawaï, elle est précédée de vents violents, dits de Kona. Ces vents qui durent en général une journée peuvent causer des dommages importants aux bateaux dans les ports du sud-ouest des îles. Sur terre, il n'est pas rare que des arbres soient déracinés et que des toits s'envolent. Lorsque ces vents s'engouffrent dans les cols des montagnes et redescendent de l'autre côté, ils peuvent dépasser les 165 km/h.

### Record
La plus importante dépression de Kona dans la seconde moitié du XXe siècle s'est produite du 8 au 11 janvier 1980. Elle passa au nord des îles avec une pression centrale de 975 hPa, la plus basse pression rapportée dans l'histoire d'Hawaï, hormis le passage d'ouragans. Elle fut responsable d'importants dommages. Il est tombé plus de 500 millimètres de pluie par endroits, surtout sur la grande île d'Hawaï. Les vagues ont érodé les plages et emporté des structures, particulièrement dans les villes côtières de Kailua-Kona et Puako. Les vents de près de 100 km/h en mer ont atteint jusqu'à 170 km/h
sur terre à Lahaina Roads, sur Maui. Sur les montagnes de la Grande île (Hawaï) et de Maui, les vents ont même dépassé ce seuil. Les dommages causés par cette tempête sont de l'ordre de 25 à 35 millions $US de 1980
.